# Maćkowicze
Maćkowicze is een plaats in het Poolse district  Siemiatycki, woiwodschap Podlachië. De plaats maakt deel uit van de gemeente Mielnik en telt 270 inwoners.